# Iarucanga mimica
Iarucanga mimica là một loài bọ cánh cứng trong họ Cerambycidae.